# Лейтън (Юта)
Лейтън (на английски: Layton) е град в окръг Дейвис, щата Юта, САЩ. Лейтън е с население от 58 474 жители (2000) и обща площ от 54 km². Намира се на 1326 m надморска височина. ЗИП кодът му е 84040, 84041, а телефонният му код е 385, 801.